# Neolythria svenhedeni
Neolythria svenhedeni är en fjärilsart som beskrevs av Alexander Michailovitsch Djakonov 1936. Neolythria svenhedeni ingår i släktet Neolythria och familjen mätare. Inga underarter finns listade i Catalogue of Life.